# Kazimierz Ciesielski
Kazimierz Ciesielski (ur. 3 lutego 1882 we Lwowie, zm. 16 marca 1935 tamże) − nauczyciel, chemik, specjalista w zakresie garbarstwa,

## Życiorys
Urodził się w rodzinie inteligenckiej. Syn prof. uniwersytetu lwowskiego, botanika i pszczelarza Teofila (1847-1916) i z Kazimiery z Zawrowskich. Ukończył szkołę powszechną i gimnazjum we Lwowie. Następnie w latach 1900-1904 studiował chemię na Uniwersytecie Lwowskim, gdzie 29 listopada 1904 uzyskał stopień doktora na podstawie rozprawy: O kilku pochodnych cjanku p-ksylolu. Po ukończeniu studiów pracował w Zakładzie Chemii uniwersytetu pod kierunkiem prof. Bronisława Radziszewskiego jako asystent (1905-1907). W latach 1907–1922 pracował jako nauczyciel w szkołach średnich Lwowa i Trembowli. We Lwowie uczył w I Szkole Realnej, w Prywatnym Gimnazjum Zofii Strzałkowskiej. Członek Towarzystwa Gimnastycznego "Sokół" we Lwowie.
Podczas I wojny światowej, po zajęciu Lwowa przez Rosjan zaangażowany był w organizację i kierownictwo ośrodków przemysłowych w zaborze rosyjskim. W 1919 dyrektor Krajowego Związku Przemysłowego. Był także kierownikiem technicznym fabryki obuwia "Gafota" we Lwowie. W latach 1922–1935 profesor Wyższej Szkoły Handlu Zagranicznego we Lwowie, przez pewien czas prorektor (1930-1931) rektor tej uczelni (1931-1932).
Pochowany na Cmentarzu Łyczakowskim we Lwowie.

## Ważniejsze publikacje
- O kilku pochodnych cjanku p-ksylolu, Kraków 1906, "Rozprawy Wydziału matematyczno-przyrodniczego PAU. t. XLVI i odbitka
- Działanie prądu elektrycznego i pola magnetycznego na wzrost roślin, Lwów 1911
- Przemysł garbarski w Polsce. Rozmieszczenie i zdolność produkcji (mapa), Lwów 1932